# Lionel Harry Butler
Pour les articles homonymes, voir Butler.
Lionel (Harry) Butler (17 décembre 1923, Dudley - 26 novembre 1981, Londres) est un universitaire et directeur du Royal Holloway College, Université de Londres (RHC) de 1973 jusqu'à sa mort en 1981.

## Jeunesse
Butler fait ses études à la Dudley Boys Grammar School. De 1941 à 1943, il effectue son service de guerre dans la Royal Air Force (RAF). Il fréquente ensuite le Magdalen College (Oxford), où il est boursier et obtient les honneurs de première classe en histoire moderne en 1945.

## Carrière
Il travaille brièvement comme maître de conférences à Magdalen, puis comme chercheur au All Souls College d'Oxford. En 1955, il est nommé premier professeur d'histoire médiévale, puis principal adjoint de l'Université de St Andrews. Il est le premier directeur masculin du RHC en 1973. Butler arrive au collège dans l'espoir de poursuivre l'expansion commencée par sa prédécesseure, Marjorie Williamson.
En 1970, l'Université de Londres crée une « commission d'enquête sur la gouvernance de l'Université de Londres » présidée par Lord Murray de Newhaven et nommée par l'université ainsi que par le University Grants Committee (Royaume-Uni). Le « rapport Murray », comme on l'appelle, couvre les 34 collèges constituants de l'université et propose « une sorte de fusion » des écoles dans un but d'économie d'administration. En 1975-1976, les coupes budgétaires qui en résultent commencent à menacer la qualité de l'enseignement, de la recherche et des infrastructures. Le nouveau gouvernement conservateur de 1979 réduit encore de 14 à 15 % les budgets des universités. Cela oblige à une réduction des effectifs d'environ 15 % en 1981. Un groupe d'universitaires de haut niveau conclut également que le collège ne pouvait pas survivre seul, ni couvrir l'éventail académique avec un personnel réduit, et qu'il devait s'associer avec un autre collège plus petit. Avant que quoi que ce soit ne soit finalisé, Butler meurt subitement le 26 novembre 1981 à Londres. Roy Miller (en) assure l'intérim en sa qualité de directeur adjoint du RHC et devient plus tard le directeur en titre.

## Vie privée
Il est le fils de W. H. et M.G. Butler, de Dudley, Worcestershire. Il épouse, le 16 octobre 1949, Gwendoline Williams, auteur de romans et de romans policiers, fille unique d'Alice (Lee) et d'Alfred Edward Williams, de Blackheath, Londres. Ils ont une fille.